# Karotaż

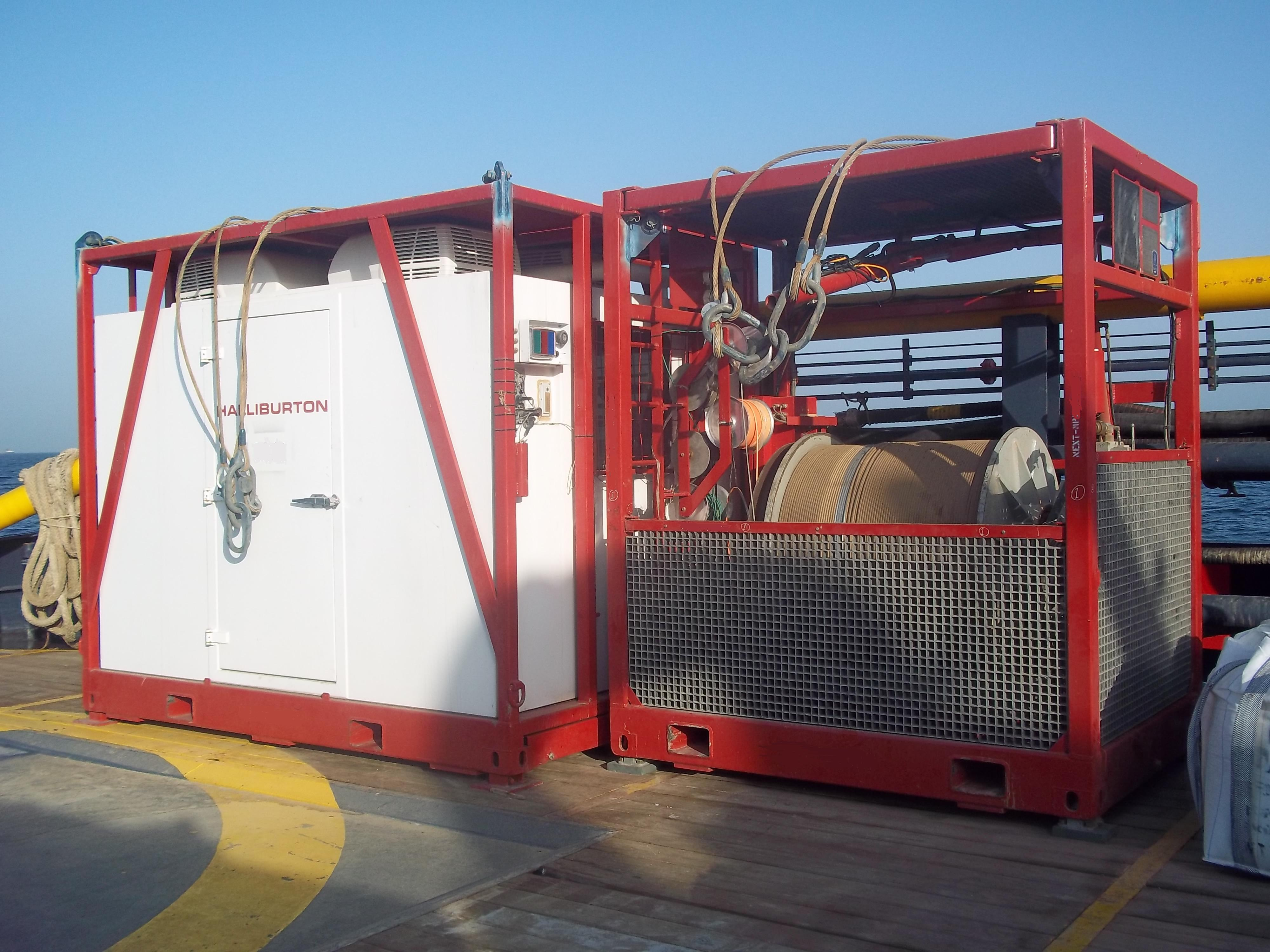
Przewoźny zestaw do karotażu stosowany na morskich platformach wiertniczych. Kabina zawiera elektronikę i stanowisko operatora, lina nawinięta na bęben wciągarki służy do opuszczania instrumentów

Karotaż (inaczej profilowanie, ang. well logging) – wiertniczy zespół badań geofizycznych, opartych na sprawdzaniu fizycznych własności skał tworzących ścianę otworu wiertniczego. Pierwszego profilowania dokonali w 1926 r. bracia Schlumberger.